# Radijska igra
Radijska igra je navadno dramatizirana zvočna predstava, ki je predvajana v okviru radijskih programov ali izdana na nosicih zvoka, kot npr. na zgoščenki. Ker nima vizualne komponente, je radijska igra zasnovana na govornih dialogih, glasbeni opremi in zvočni efektih, ki pomagajo poslušalcu pri predstavi nastopajočih oseb v zgodbi.